# Lilla Mossgöl
Lilla Mossgöl är en sjö i Söderköpings kommun i Östergötland och ingår i Söderköpingsåns huvudavrinningsområde.